# Филатово (Курская область)
Филатово — село в Обоянском районе Курской области, входит в состав Рыбино-Будского сельсовета.
| 2002 | 2010 |
| ---- | ---- |
| 426  | ↘319 |

В селе 11 улиц:
- улица Бугор
- улица Верхняя Зиборовка
- улица Даниловка
- улица Лалукинка
- улица Москва
- улица Нижняя Зиборовка
- улица Пашенное
- улица План
- улица Понизовка
- улица Ступинка
- улица Ялты